# Raphael Diaz
Raphael Diaz (Baar, 9 gennaio 1986) è un hockeista su ghiaccio svizzero con cittadinanza spagnola, gioca nel ruolo di difensore per il Friburgo-Gottéron, formazione della Lega Nazionale A.

## Carriera

### Club
Raphael Diaz iniziò la carriera professionistica nella nativa Svizzera, nella formazione giovanile dell'EV Zug. Dal 2001 al 2004 militò nella formazione Elite Jr. A, raccogliendo 31 punti totali in 56 incontri disputati. Nella stagione 2003-2004 fece inoltre il proprio debutto assoluto in Lega Nazionale A, concludendo la stagione con 3 punti in 43 partite, cinque delle quali nei playoff contro l'SC Bern. Nel corso delle stagioni successive crebbe il numero di punti prodotti, superando per la prima volta la quota dei 10 punti al termine della stagione 2007-2008.
Nella stagione 2009-2010 Diaz arrivò a concludere la stagione regolare con 4 gol e 27 assist in 45 partite disputate. Nell'ottobre del 2010 la crescita del giocatore attirò l'interesse da parte di altre formazioni svizzere come ZSC Lions e HC Lugano, tuttavia pochi giorni dopo giunse l'annuncio del rinnovo del contratto fino al 2016 con l'EV Zug. Raphael Diaz concluse la stagione 2010-2011 con 55 partite giocate, 14 gol e 31 assist.
Il 13 maggio 2011 Diaz firmò un contratto valido per un anno con i Montréal Canadiens, franchigia della National Hockey League, dove ritrovò il connazionale e compagno di reparto Yannick Weber. La prima rete in NHL arrivò il 18 ottobre superando il portiere Ryan Miller nella sconfitta per 3-1 contro i Buffalo Sabres. Nel gennaio del 2012 fu convocato come membro del team dei Rookie in occasione dell'All-Star Game Skills Competition, come sostituto dell'infortunato Adam Larsson. A causa di un infortunio nel finale di stagione Diaz concluse l'annata con 59 partite giocate, con 3 reti e 13 assist. Divenuto free agent il 14 luglio 2012 ricevette un rinnovo biennale del contratto con i Canadiens. Durante il lockout fece ritorno a Zugo così come Damien Brunner, collezionando 29 punti in 32 partite disputate.
Il 3 febbraio 2014 si trasferì ai Vancouver Canucks in cambio dell'attaccante Dale Weise. Il 5 marzo 2014 i Canucks lo scambiarono con i New York Rangers per una  quinta scelta al draft. Il 6 ottobre 2014 Diaz venne ingaggiato dai Calgary Flames, che il 1º ottobre 2015 lo girano in AHL.

### Nazionale
Diaz entrò nel giro della nazionale rossocrociata nella selezione Under-18, in occasione del mondiale del 2004 in Austria, conquistando in quell'occasione la promozione nel Gruppo A. Negli anni successivi disputò due edizioni del Campionato mondiale di hockey su ghiaccio Under-20, totalizzando 3 punti in 12 apparizioni.
L'esordio con la nazionale maggiore giunse nel mondiale del 2007 in Russia. Dopo tre anni invece Diaz fu convocato per disputare il torneo olimpico alle Olimpiadi di Vancouver, disputando cinque incontri. L'anno successivo disputò il mondiale in Slovacchia, segnando 3 reti in 6 partite, risultando il difensore con più reti all'attivo nella competizione. In occasione del mondiale del 2013 conquistò la medaglia d'argento, la prima in carriera.

## Palmarès

### Nazionale
- Campionato mondiale di hockey su ghiaccio Under-18 - Prima Divisione: 1

Austria 2004

### Individuale
- NHL All-Star Game Skills Competition: 1

2011-2012
- Maggior numero di gol per un difensore al Campionato mondiale di hockey su ghiaccio: 1

Slovacchia 2011 (3 reti)
- Top 3 Player on Team Campionato mondiale di hockey su ghiaccio: 1

Slovacchia 2011